# Muradjan Halmuratov
Muradjan Halmuratov (né le 11 juin 1982 à Tachkent) est un coureur cycliste ouzbek, membre de l'équipe Tashkent City Professional.

## Palmarès sur route

### Par années
- 2006
  - 2e de Vicence-Bionde
- 2007
  - 2e du championnat d'Ouzbékistan sur route
  - 3e du championnat d'Ouzbékistan du contre-la-montre
- 2008
  - 3e du championnat d'Ouzbékistan du contre-la-montre
- 2009
  - 2e du championnat d'Ouzbékistan du contre-la-montre
- 2010
  - 2e du championnat d'Ouzbékistan du contre-la-montre
- 2011
  -  Champion d'Ouzbékistan du contre-la-montre
  - Classement général du Tour de Chine
  -  Médaillé d'argent au championnat d'Asie sur route
  - 2e de l'UCI Asia Tour
- 2012
  -  Champion d'Ouzbékistan du contre-la-montre
  - 1re étape du Tour de Thaïlande
  - 2e du Tour de Thaïlande
- 2013
  -  Champion d'Asie sur route
  -  Champion d'Asie du contre-la-montre
  -  Champion d'Ouzbékistan sur route
  -  Champion d'Ouzbékistan du contre-la-montre
- 2014
  -  Champion d'Ouzbékistan du contre-la-montre
- 2015
  -  Champion d'Ouzbékistan du contre-la-montre
- 2016
  -  Champion d'Ouzbékistan du contre-la-montre
  - 2e du championnat d'Ouzbékistan sur route
- 2017
  -  Champion d'Ouzbékistan du contre-la-montre
  - 2e du championnat d'Ouzbékistan sur route
- 2018
  -  Champion d'Ouzbékistan du contre-la-montre
  - 3e étape de la Priirtyshe Stage Race (contre-la-montre)
  -  Médaillé d'argent du contre-la-montre aux Jeux asiatiques
- 2019
  -  Champion d'Ouzbékistan sur route
  -  Champion d'Ouzbékistan du contre-la-montre
- 2020
  -  Champion d'Ouzbékistan sur route
  -  Champion d'Ouzbékistan du contre-la-montre
- 2022
  -  Médaillé de bronze du championnat d'Asie du contre-la-montre
- 2023
  - 1re étape du Tour de Yiğido
  - 2e du Tour de Yiğido
  - 2e du championnat d'Ouzbékistan du contre-la-montre
  - 3e du Grand Prix Erciyes
- 2024
  -  Médaillé d'argent du championnat d'Asie du contre-la-montre par équipes mixtes

### Classements mondiaux
| Année                                 | 2006  | 2007 | 2008 | 2009 | 2010 | 2011 | 2012 | 2013 | 2014 | 2015 | 2016  | 2017 | 2018 | 2019 | 2020 | 2021 | 2022 | 2023 | 2024 |
| ------------------------------------- | ----- | ---- | ---- | ---- | ---- | ---- | ---- | ---- | ---- | ---- | ----- | ---- | ---- | ---- | ---- | ---- | ---- | ---- | ---- |
| Classement mondial                    |       |      |      |      |      |      |      |      |      |      | 1142e | 682e | 892e | 592e | 483e | 687e | 597e | 429e | nc   |
| UCI Europe Tour                       | 1093e | nc   | nc   | nc   | nc   | nc   | nc   | nc   | nc   | nc   | nc    | nc   | nc   |      |      |      |      |      |      |
| UCI Asia Tour                         | nc    | 60e  | 98e  | 118e | 134e | 2e   | 20e  | 9e   | 229e | 132e | 175e  | 64e  | 106e | 24e  | 10e  | 13e  | 27e  | 14e  | 23e  |
|                                       |       |      |      |      |      |      |      |      |      |      |       |      |      |      |      |      |      |      |      |
| Légende : nc = non classéSource : UCI |       |      |      |      |      |      |      |      |      |      |       |      |      |      |      |      |      |      |      |

## Palmarès sur piste

### Championnats du monde
- Pruszków 2019
  - 13e de la course aux points

### Championnats d'Asie
- Nilai 2018
  -  Médaillé de bronze de la course aux points
- Jakarta 2019
  -  Médaillé de bronze de la course aux points

### Championnats nationaux
- 2021
  -  Champion d'Ouzbékistan de course aux points
  - 2e du championnat d'Ouzbékistan de poursuite
  - 2e du championnat d'Ouzbékistan de l'omnium
  - 2e du championnat d'Ouzbékistan de l'américaine